# Oğuzhan Kefkir
Oğuzhan Kefkir (* 27. August 1991 in Wuppertal) ist ein deutscher Fußballspieler türkischer Abstammung.

## Karriere
Kefkir spielte bis 2002 für den SV Bayer Wuppertal, durchlief danach die Jugendabteilung des damaligen Bundesligisten VfL Bochum und wurde 2009 in dessen Reservemannschaft übernommen. Sein Debüt in der ersten Bundesliga gab Kefkir am 3. April 2010 im Auswärtsspiel gegen den SC Freiburg (1:1), als er in der 79. Minute für Zlatko Dedič eingewechselt wurde. Für den VfL bestritt Kefkir ein Erst- und acht Zweitligaspiele. Im Sommer 2012 wechselte er zum Zweitligaabsteiger Alemannia Aachen, für den er am 20. Juli 2012 unter Trainer Ralf Aussem zum ersten Mal auf dem Platz stand.
Zur Saison 2013/14 wechselte Kefkir in die U-23 von Borussia Dortmund. Er unterschrieb einen Vertrag bis zum 30. Juni 2015. Im Sommer 2015 wurde von der türkischen Fachpresse ein Wechsel zum türkischen Zweitligisten Adana Demirspor verkündet. Dieser Wechsel kam aber später doch nicht zustande und Kefkir blieb vereinslos. Ab November 2015 trainierte er wieder bei der Dortmunder Reserve mit. Anfang Dezember unterschrieb er einen Vertrag mit einer Laufzeit bis 30. Juni 2016.
Zur folgenden Saison 2016/17 schloss sich Kefkir dem Drittligisten VfR Aalen an. Dort konnte er die in ihn gesetzten Erwartungen jedoch nicht erfüllen und wurde, nachdem er in der Hinrunde zu lediglich sieben Einsätzen in der Liga und zwei im Verbandspokal gekommen war, von Trainer Peter Vollmann aus dem Kader gestrichen. Anfang Januar 2017, am Tag des Trainingsauftaktes nach der Winterpause, gab der Verein daraufhin die einvernehmliche sofortige Vertragsauflösung bekannt. Ende Januar 2017 schloss er sich dem Oberligisten KFC Uerdingen an. Mit dem KFC feierte er die Meisterschaft der Oberliga Niederrhein 2016/17 und stieg in die Regionalliga auf, ein Jahr später folgte der Durchmarsch als Regionalligameister in die 3. Liga. 
Zur Regionalligasaison 2019/20 unterschrieb der Offensivspieler einen Zweijahresvertrag bei Rot-Weiss Essen. Im Sommer 2023 wechselte er zurück in die Regionalliga West und schloss sich Rot-Weiß Oberhausen an. Nach nur einer Saison wechselte er innerhalb der Liga zum Wuppertaler SV.

## Erfolge
- Aufstieg in die 3. Liga 2022 (mit Rot-Weiss Essen)
- Aufstieg in die 3. Liga 2018 (mit dem KFC Uerdingen)
- Aufstieg in die Regionalliga West 2017 (mit dem KFC Uerdingen)